# Suhovolea, Luțk
Suhovolea (în ucraineană Суховоля) este un sat în comuna Radomîșl din raionul Luțk, regiunea Volînia, Ucraina.

## Demografie
Componența lingvistică a localității Suhovolea
     Ucraineană (98,43%)
     Rusă (1,57%)
Conform recensământului din 2001, majoritatea populației localității Suhovolea era vorbitoare de ucraineană (98,43%), existând în minoritate și vorbitori de rusă (1,57%).